# Barnim (streek)
Barnim is een plateau gevormd tijdens de laatste ijstijd in centrale en noordoostelijke delen van de huidige Duitse deelstaat Brandenburg en het noorden van Berlijn. De term wordt ook gebruikt om naar het gebied te verwijzen als een historische cultuurlandschap- en streek.
Het plateau maakt deel uit van een breder geografisch gebied van plateaus en oerstromingsdalen in Brandenburg en bestaat uit aardmorenen, een eindmorene en glaciale lavastromen tussen het Oerstroomdal van Berlijn  in het zuiden en het Oerstroomdal van Eberswalde  in het noorden.
Barnim omvat momenteel vier landelijke districten in de deelstaat Brandenburg (Oberhavel, Barnim, Märkisch-Oderland en Oder-Spree) en grote delen van de Berlijnse districten Reinickendorf, Pankow, Lichtenberg en Marzahn-Hellersdorf. In 1920 is de historische landkreis Niederbarnim onderdeel geworden van Groot-Berlijn.

## Afbeeldingen

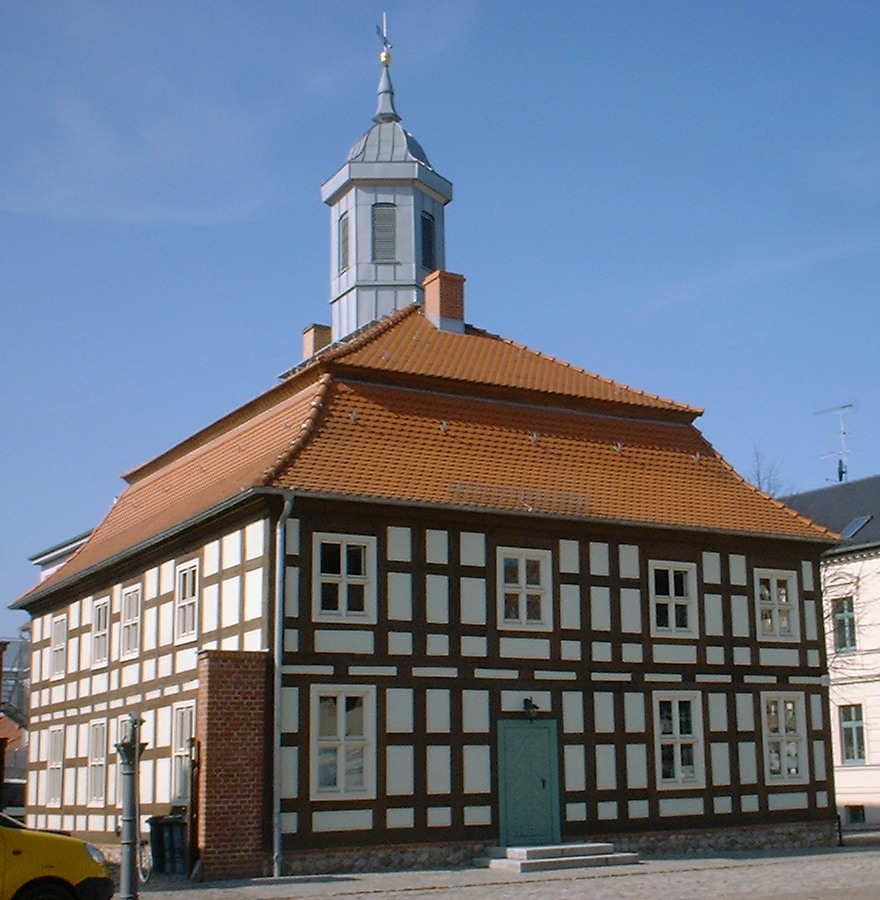
Gemeentehuis van Biesenthal
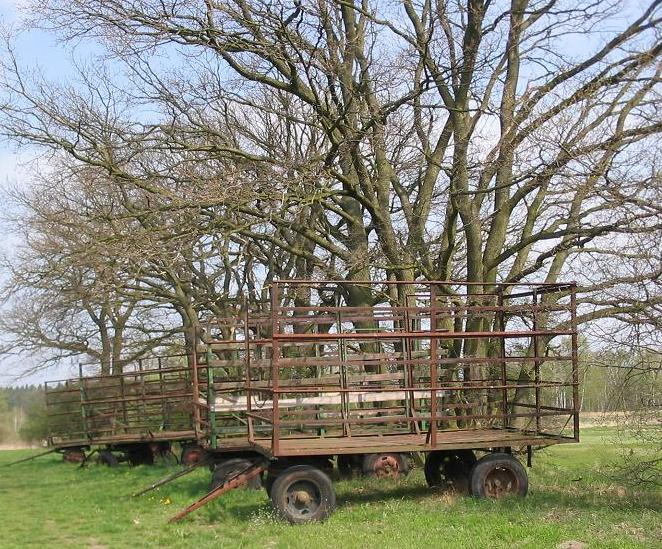
landschap nabij de beek, de Tegeler fließ tussen Berlin-Lübars in het district Reinickendorf en Schildow in Landkreis Oberhavel
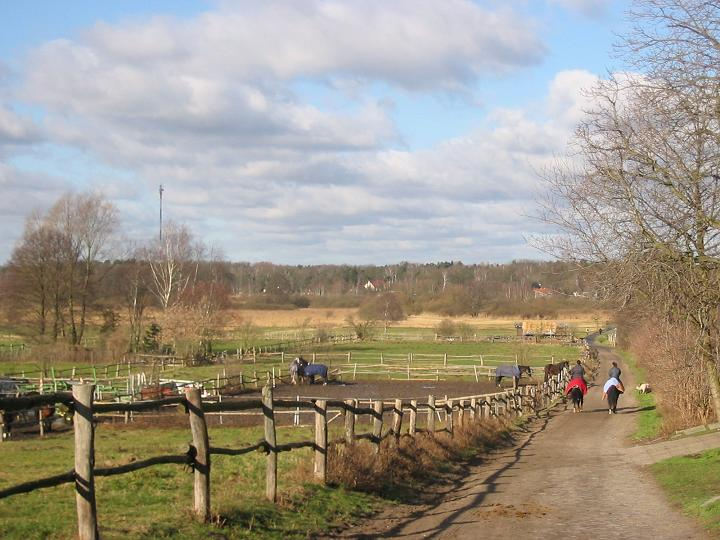
landschap in het Tegeler Fließdal, nabij Berlijn-Lübars
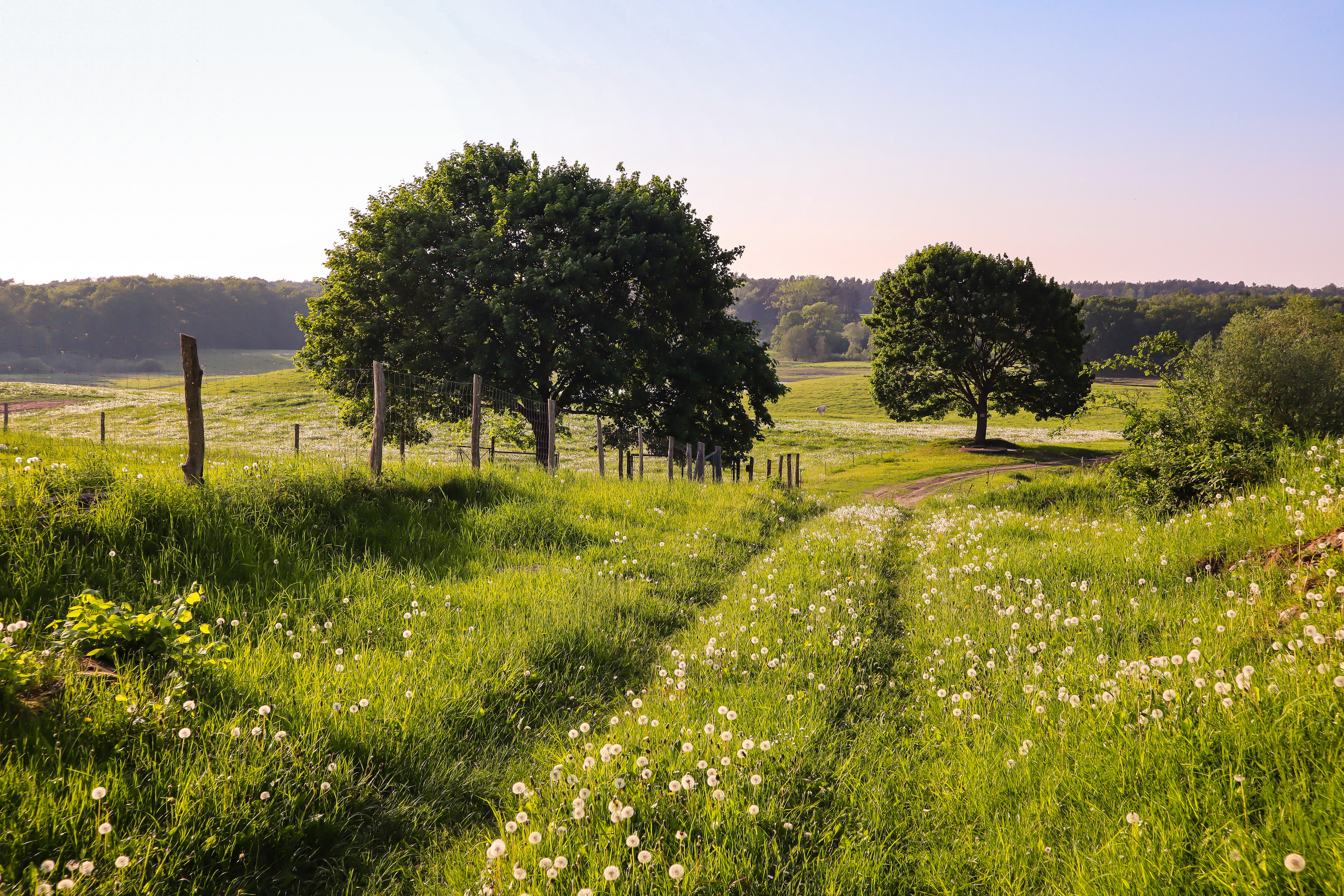
Idyllisch heuvellandschap in Barnim
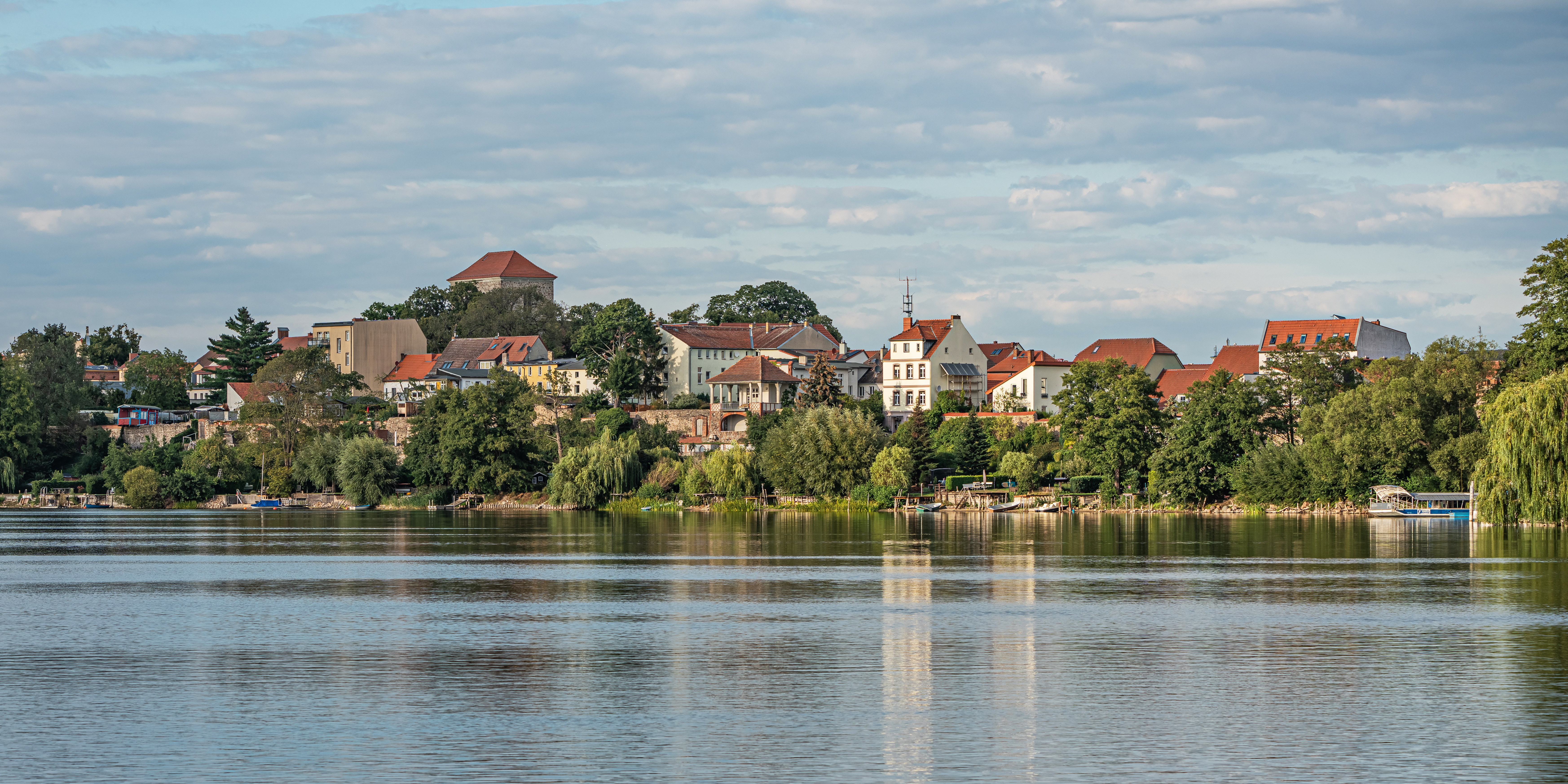
De Strausberger See bij Strausberg
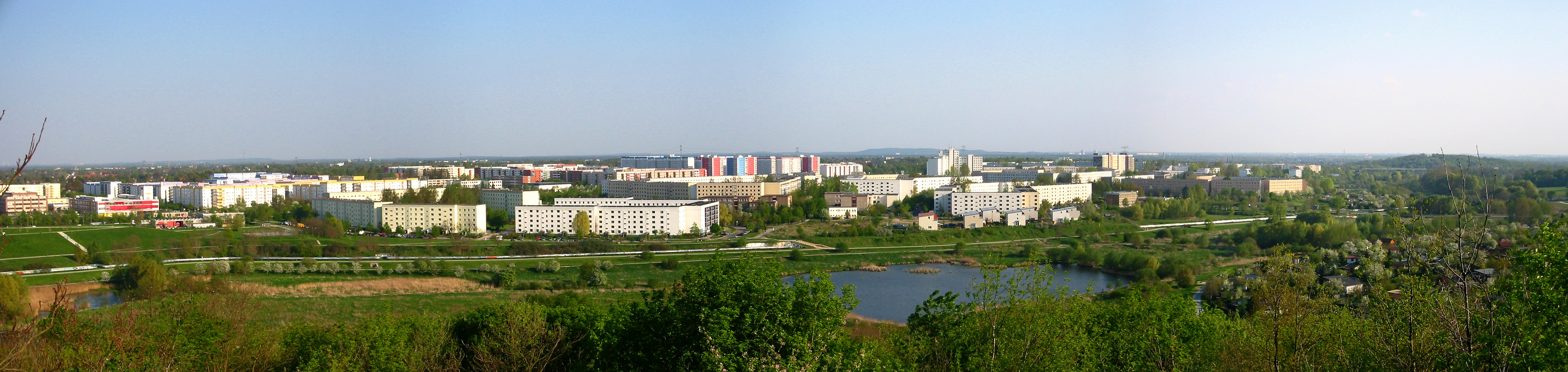
Blik vanaf de Kienberg op Hellersdorf en Kaulsdorf-Nord in het Berlijnse district Marzahn-Hellersdorf
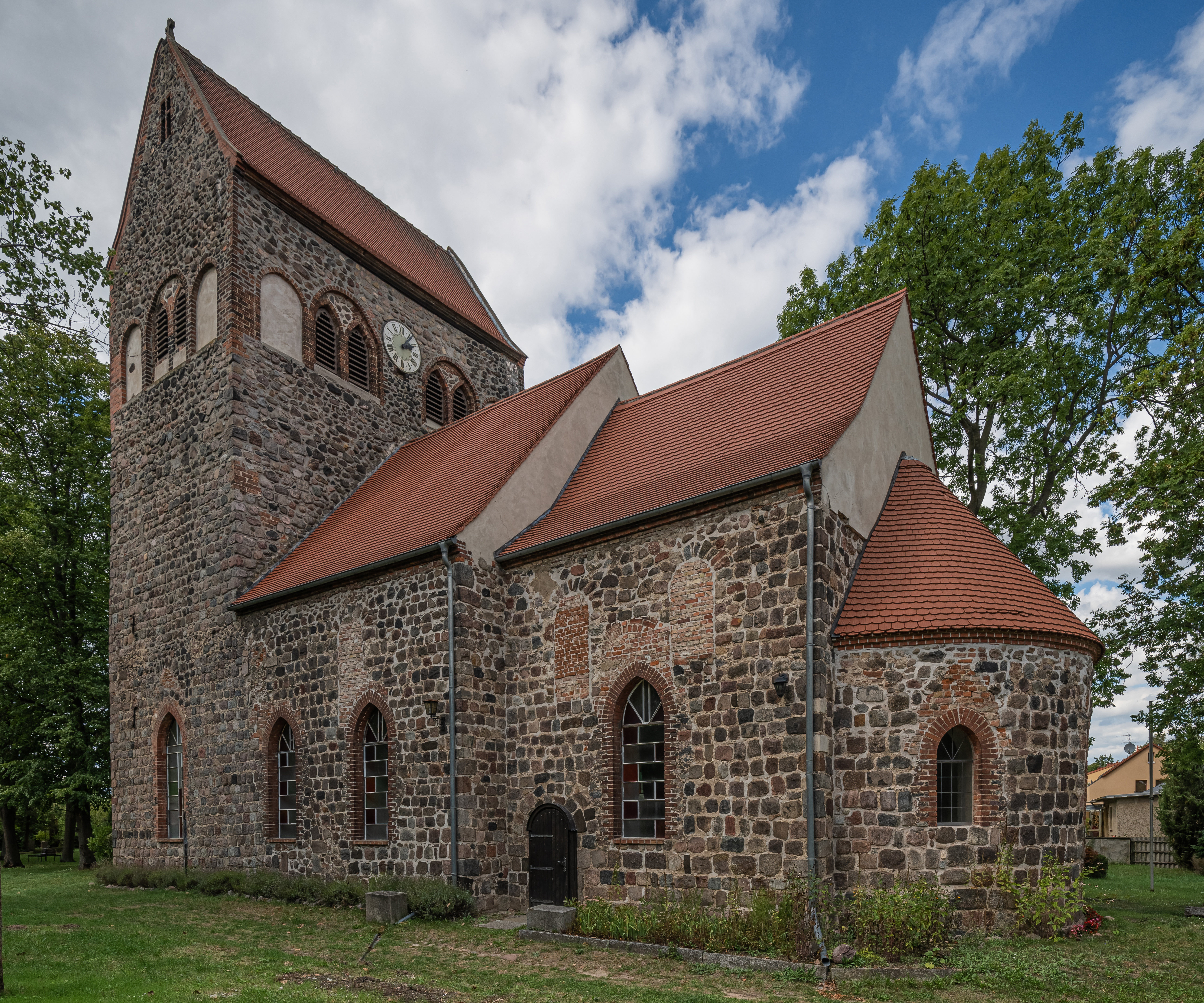
Veldsteenkerk in Hönow, net buiten Berlijn
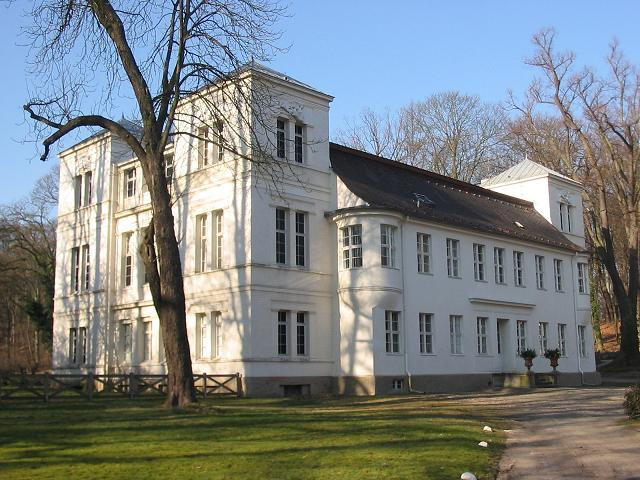
Kasteel Tegel in Berlin-Tegel
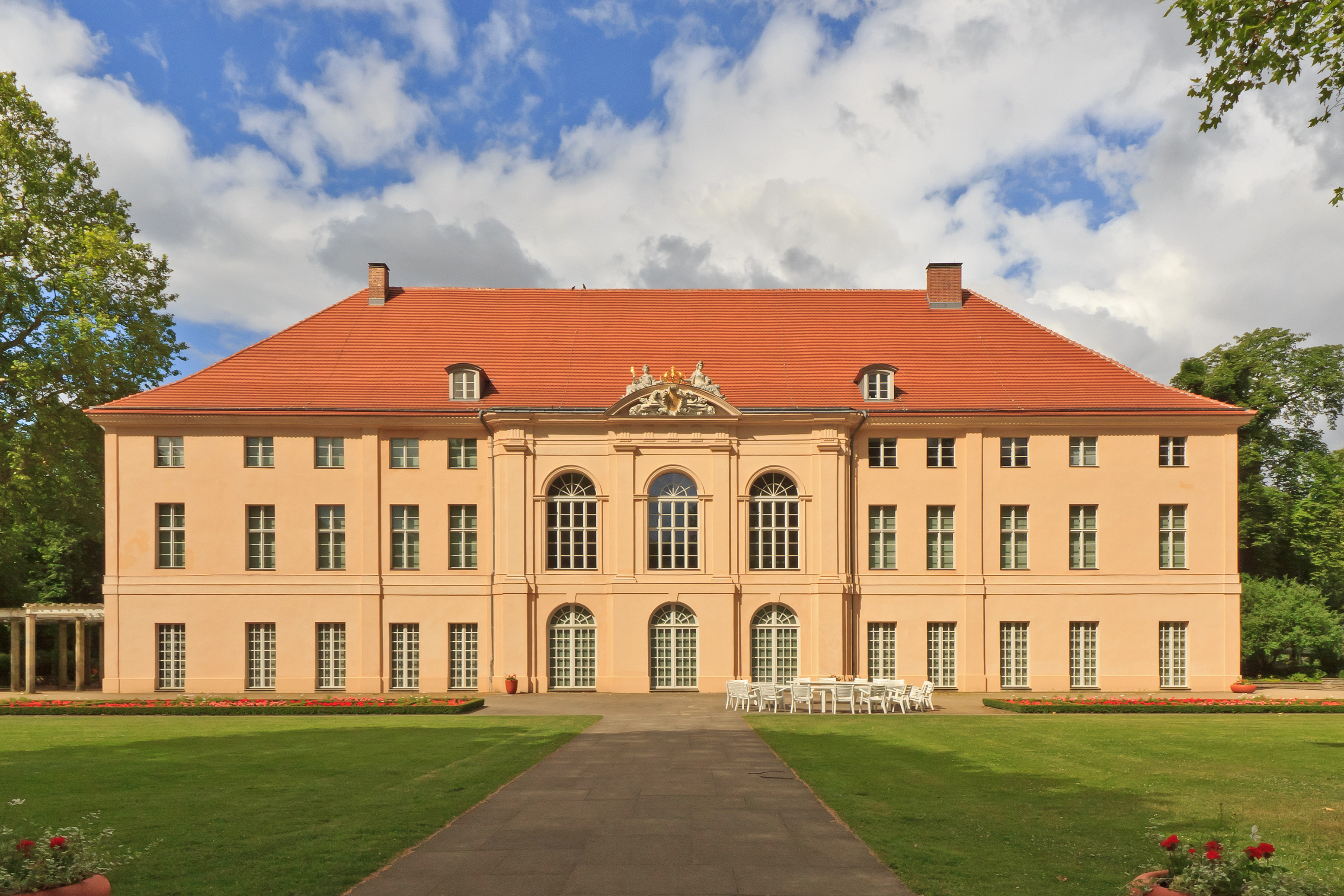
Kasteel Schönhausen in Berlin-Niederschönhausen
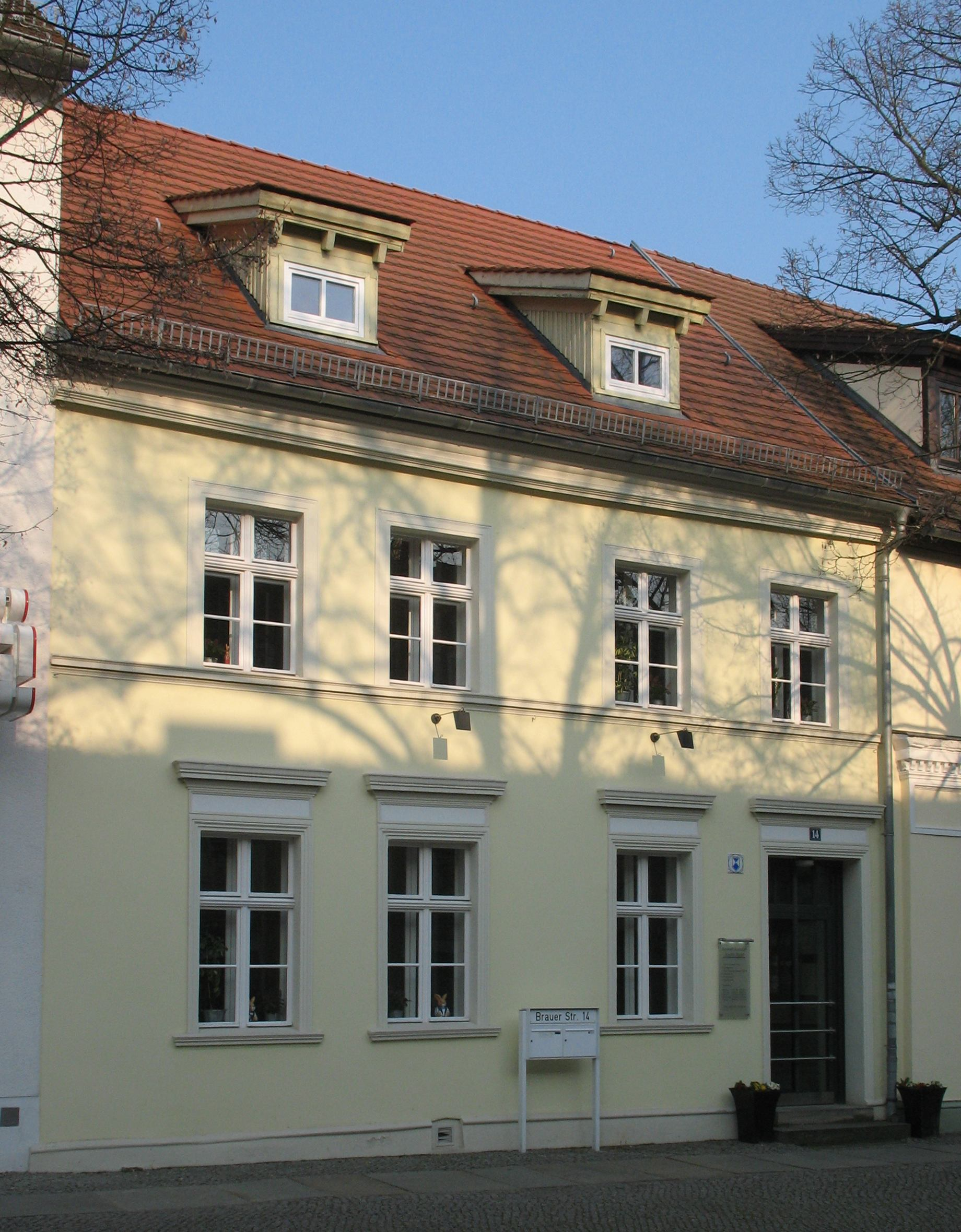
Huis in het stadje Bernau bei Berlin
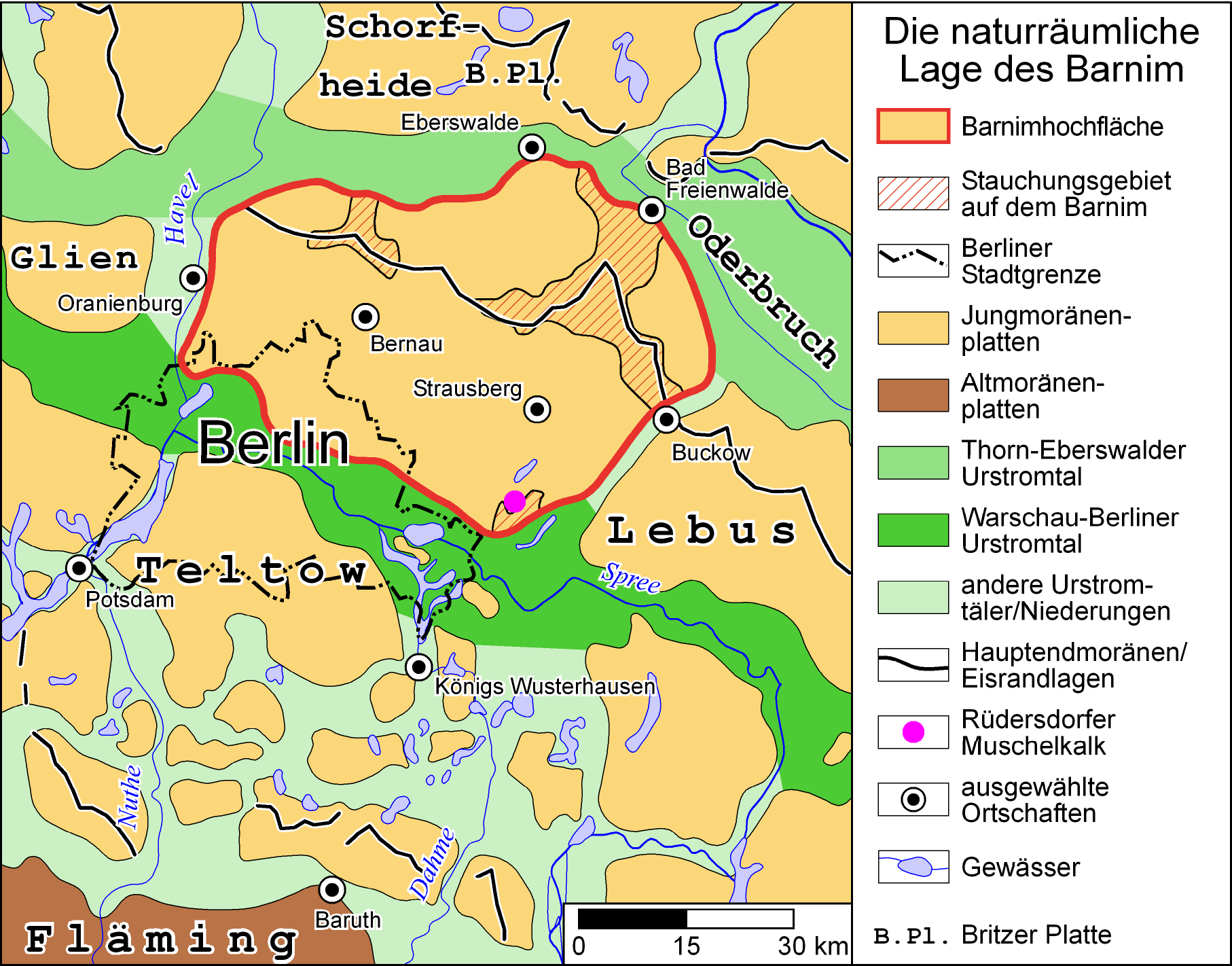
Kaart van het Plateau van Barnim
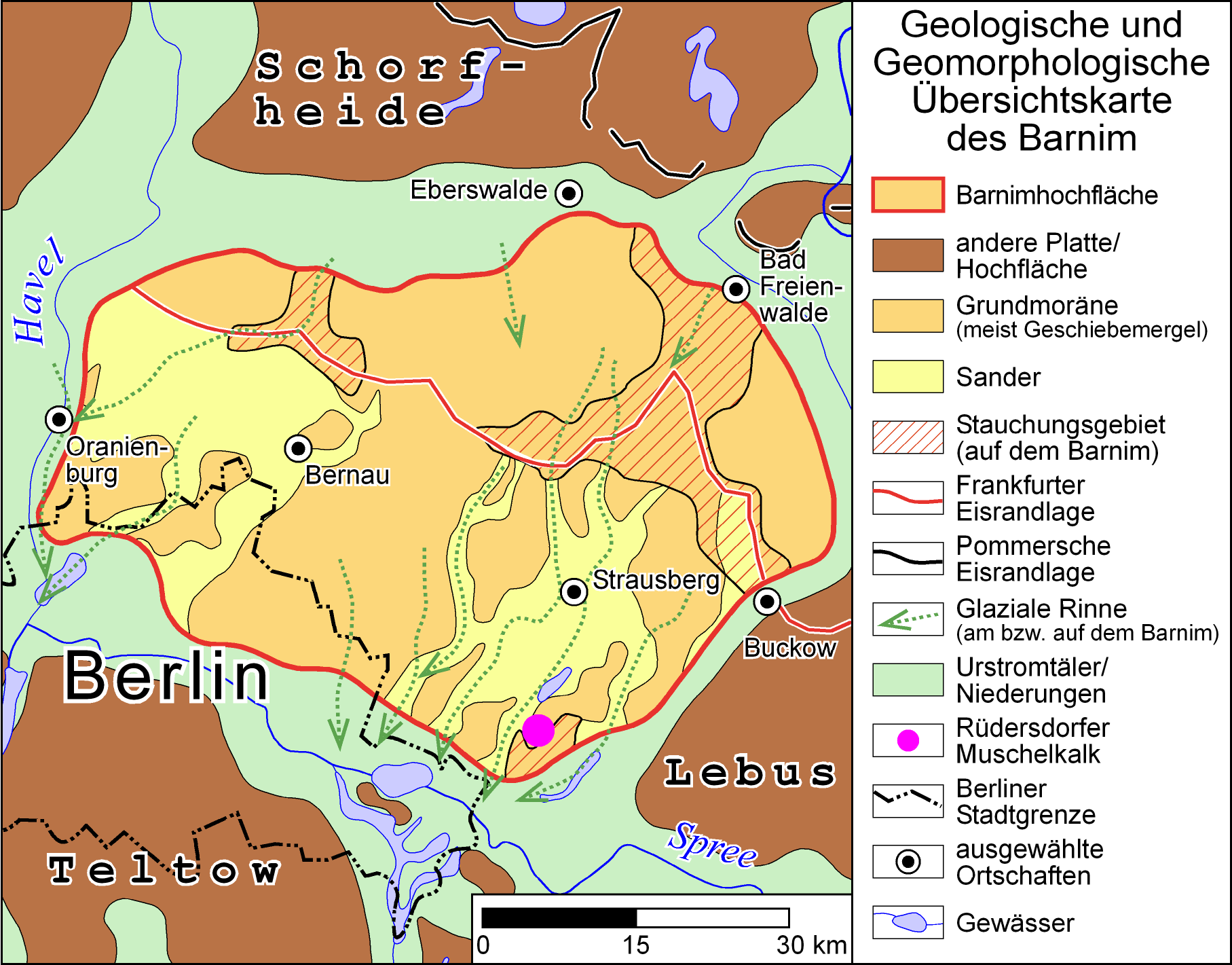
Geologische- en Geomorfologische kaart van Barnim
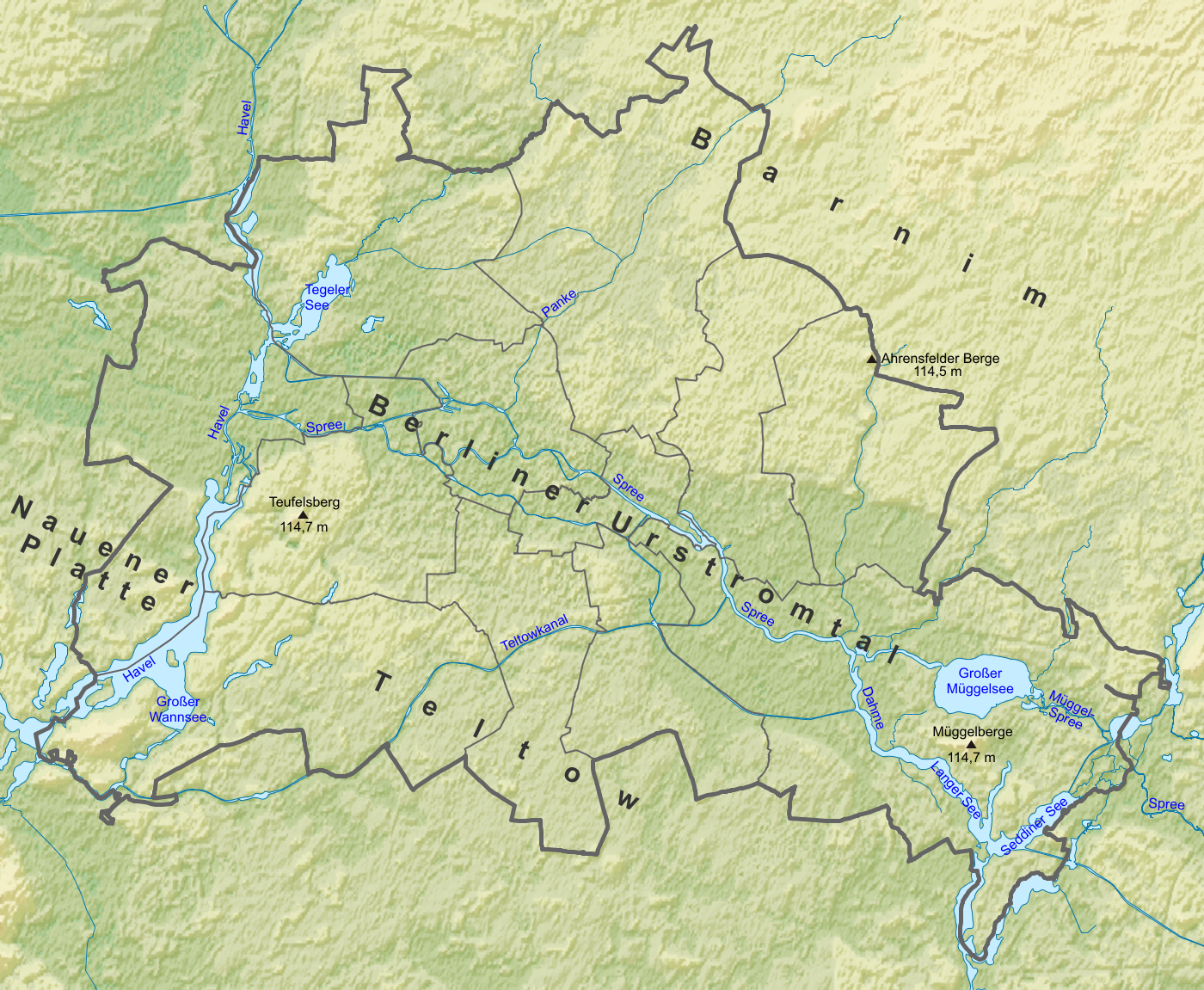
Reliëfkaart van Berlijn en omgeving